# Vidal Sanabria
Carlos Vidal Sanabria Acuña (né le 11 avril 1966 à San Lorenzo au Paraguay) est un joueur de football international paraguayen, qui évoluait au poste de défenseur.

## Biographie

### Carrière en club
Il remporte la Copa Libertadores en 1990 avec le Club Olimpia.

### Carrière en sélection
Avec l'équipe du Paraguay, il joue 21 matchs (pour un but inscrit) entre 1989 et 1996. 
Il figure dans le groupe des sélectionnés lors des Copa América de 1989, de 1991 et de 1993. Il se classe quatrième de cette compétition en 1989.
Il joue également deux matchs comptant pour les tours préliminaires de la coupe du monde, lors des éditions 1994 et 1998.

## Palmarès
Club Olimpia
| - Championnat du Paraguay (4) : - Champion: 1988, 1989, 1993 et 1995. - Copa Libertadores (1) : - Vainqueur : 1990. |  | - Supercopa Sudamericana (1) : - Vainqueur : 1990. - Recopa Sudamericana (1) : - Vainqueur : 1991. |